# Шухман Геннадій Зіновійович
Геннадій Зіновійович Шухман (нар. 31 жовтня 1963) — радянський та український футболіст, що виступав на позиції півзахисника. Відомий за виступами за футбольні клуб «Волинь». По закінченні футбольної кар'єри — бізнесмен у Луцьку. За національністю — єврей.

## Клубна кар'єра
Геннадій Шухман розпочав свою футбольну кар'єру в луцькій команді «Волинь» у 1980 році, яка виступала на той час у другій союзній лізі. Проте перші два роки молодий футболіст виступав лише за резервний склад клубу, і вже у 1981 році став гравцем луцької аматорської команди «Підшипник». У 1982—1983 роках Шухман грав за інший аматорський луцький клуб «Прилад», а у 1984 році за луцький «Буревісник». У 1985 році футболіст перебирається до Ковеля, де протягом двох років грає за аматорський клуб «Сільмаш». У 1987 році повертається до Луцька, і знову стає гравцем «Підшипника». У 1988 році Геннадій Шухман повертається до професійного футболу, і знову грає за луцьке «Торпедо», провівши за сезон 39 матчів. Наступний сезон став найуспішнішим не лише для Шухмана, але й для усієї луцької команди, яка того року повернула собі історичну назву «Волинь». У сезоні 1989 року луцький клуб переміг у зональному турнірі команд другої ліги, за що футболістам було присвоєне звання чемпіона УРСР. Геннадій Шухман був одним із основних гравців середини поля «Волині», за сезон зіграв 44 матчі, а у перехідному турнірі за право виходу до першої ліги забив м'яч у ворота куйбишевських «Крил Рад», проте у цьому турнірі волиняни зайняли друге місце, і вимушені були задовольнитися виступами у буферній зоні другої ліги. За два роки «Волинь» здобула право на виступи у вищій лізі першості незалежної України. Проте Геннадій Шухман у першому чемпіонаті незалежної України зіграв лише 4 матчі, та закінчив виступи у професійному футболі. Протягом 3 років з 1992 року до жовтня 1995 року Шухман працював начальником команди у «Волині», пізніше грав за аматорські луцькі клуби «Електрик-Енко» та «Кристал», і 1997 році остаточно завершив виступи на футбольних полях.

## Після завершення футбольної кар'єри
По завершенню виступів на футбольних полях Геннадій Шухман зайнявся підприємницькою діяльністю. Він є одним із засновників спільного україно-ізраїльського підприємства «Кейсар». Натепер Геннадій шухман працює директором підприємства «Торговий Дім Аміко-Кераміка». Геннадій Шухман є одним із керівників луцької єврейської громади, та входить до складу опікунської ради Луцької міської релігійної общини прогресивного юдаїзму. Геннадій Шухман також був одним із помічників колишнього народного депутата України Володимира Георгійовича Карпука.

## Досягнення
- Переможець Чемпіонату УРСР з футболу 1989, що проводився у рамках турніру в шостій зоні другої ліги СРСР.